# William Collins, Sons
Pour les articles homonymes, voir William Collins.
William Collins, Sons est une maison d'édition écossaise fondée par un instituteur presbytérien, William Collins, à Glasgow en 1819 en partenariat avec Charles Chalmers, frère cadet de Thomas Chalmers. Elle a fusionné avec la maison d'édition américaine Harper & Row en 1990 pour former HarperCollins, qui appartient aujourd'hui à News Corporation.